# Günter Blobel
Günter Blobel (ur. 21 maja 1936 w Waltersdorfie na Dolnym Śląsku, zm. 18 lutego 2018 w Nowym Jorku) – niemiecki biolog, laureat Nagrody Nobla w 1999.
W 1960 wyjechał do USA, od 1976 profesor Uniwersytetu Rockefellera w Nowym Jorku. Kierował przy tej uczelni Laboratory of Cell Biology.
Prowadził badania nad transportem cząsteczek białek przez błony wewnątrzkomórkowe. Był współautorem teorii (tzw. hipoteza sygnałowa) głoszącej, że każde nowo powstałe białko ma na jednym końcu dodatkową, krótką sekwencję aminokwasów (peptyd sygnałowy), umożliwiającą mu przemieszczenie się przez błonę. Prace Blobela przyczyniły się do zrozumienia mechanizmu niektórych chorób dziedzicznych oraz produkcji nowych leków.
W 1999 został wyróżniony Nagrodą Nobla za badania nad mechanizmem i identyfikacją wewnętrznych sygnałów kierujących transportem i lokalizacją białek w komórkach. Fundusze otrzymane z nagrody przeznaczył na sfinansowanie odbudowy kościoła Maryi Panny w Dreźnie i synagogi drezdeńskiej.
W 2000 roku Uniwersytet Karola w Pradze przyznał mu tytuł doktora honoris causa.
Żonaty z Laurą Maioglio. W 2001 odznaczony został Pour le Mérite za Naukę i Sztukę